# Нестерово (Орехово-Зуевский район)
Не́стерово — деревня в Орехово-Зуевском муниципальном районе Московской области. Входит в состав сельского поселения Демиховское. Население — 71 чел. (2010). В деревне находится храм Рождества Пресвятой Богородицы.

## География
Деревня Нестерово расположена в северной части Орехово-Зуевского района, примерно в 5 км к западу от города Орехово-Зуево. Высота над уровнем моря 122 м. Рядом с деревней протекает река Вырка. К деревне приписано СНТ Виктория. Ближайший населённый пункт — деревня Фёдорово.

## История
В 1926 году деревня являлась центром Нестеровского сельсовета Федоровской волости Орехово-Зуевского уезда Московской губернии.
С 1929 года — населённый пункт в составе Орехово-Зуевского района Орехово-Зуевского округа Московской области, с 1930-го, в связи с упразднением округа, — в составе Орехово-Зуевского района Московской области.
До муниципальной реформы 2006 года Нестерово входило в состав Демиховского сельского округа Орехово-Зуевского района.

## Население
В 1926 году в деревне проживало 165 человек (77 мужчин, 88 женщин), насчитывалось 33 хозяйства, из которых 25 было крестьянских. По переписи 2002 года — 69 человек (33 мужчины, 36 женщин).
| 1926 | 2002 | 2006 | 2010 |
| ---- | ---- | ---- | ---- |
| 165  | ↘69  | ↘61  | ↗71  |